# Saint-Martin-de-Ré
Saint-Martin-de-Ré je letoviško in pristaniško naselje ter občina v zahodnem francoskem departmaju Charente-Maritime regije Poitou-Charentes. Leta 2006 je naselje imelo 2.597 prebivalcev.

## Geografija
Kraj se nahaja na severnem delu otoka Île de Ré v Biskajskem zalivu, od La Rochelle oddaljenega približno 1,6 milje proti zahodu.

## Uprava
Saint-Martin-de-Ré je sedež istoimenskega kantona, v katerega so poleg njegove vključene še občine Le Bois-Plage-en-Ré, La Flotte, Rivedoux-Plage in Sainte-Marie-de-Ré z 12.018 prebivalci.
Kanton Saint-Martin-de-Ré je sestavni del okrožja La Rochelle.

## Zgodovina
Saint-Martin-de-Ré ima obsežne fortifikacije, ki jih je prvotno dobil v času verskih vojn pod kardinalom Richelieujem kot protiutež bližnji protestantski La Rochelle. Leta 1627 je angleška vojska pod poveljstvom vojvoda Buckinghamskega napadla otok, da bi razbremenila obleganje La Rochelle. Po treh mesecih spopadov se je morala poražena umakniti, po zasedbi La Rochele pa je Saint-Martin izgubil večino svojih utrdb. Kasneje, v 70. letih 17. stoletja, je bila francoskemu vojaškemu inženirju Vaubanu zadana naloga vzpostaviti obrambo otoka, kot rezultat je Saint-Martin kot strateško pomemben kraj na otoku v treh fazah, ki so se končale leta 1702, ponovno dobil svoje obzidje s citadelo in nasipe.
Kasneje je Citadela služila kot zapor in zbirališče kaznjencev, ki so jih pošiljali na Novo Kaledonijo (1873) oziroma v Francosko Gvajano (od 1897 do 1938).

## Zanimivosti
- Citadela z obzidjem Saint-Martina je v sklopu Vaubanove utrdbe od 7. julija 2008 na Unescovem seznamu svetovne kulturne dediščine

mestna vzhodna vrata La Flotte (porte Thoiras),
mestna zahodna vrata La Couarde (porte des Campani),
- utrjena gotska cerkev sv. Martina iz 14. do 18. stoletja, francoski zgodovinski spomenik od leta 1903,
- L'Hôtel de Clerjotte in Musée Ernest Cognacq iz konca 15. stoletja, kot najboljši primer civilne dediščine otoka je od leta 1929 na seznamu francoskih zgodovinskih spomenikov.